# (15423) 1998 QR91
A (15423) 1998 QR91 a Naprendszer kisbolygóövében található aszteroida. A LINEAR projekt keretében fedezték fel 1998. augusztus 28-án.